# Laurus
Laurus es un género de árboles siempreverdes de la familia Lauraceae. Se han descrito 331 especies, de las cuales solo 3 son aceptadas; el resto corresponde a 128 sinónimos y 200 taxones taxonómicamente sin resolver.

## Descripción
Árboles y arbustos muy aromáticos, la mayoría tropicales. Las hojas perennes, tienen glándulas brillantes de aceite. En general, las flores están dispuestas en cimas axilares; son unisexuales, pequeñas y amarillento-verdosas. Pétalos en número de 4. Tienen 8-12 estambres  y el ovario único. El fruto es una baya.

## Especies aceptadas
- Laurus azorica (Seub.) Franco. Conocido como laurel de las Azores, o por sus nombres en portugués louro, loureiro, louro-da-terra y louro-de-cheiro, es endémico del archipiélago de las Azores.[3]
- Laurus nobilis L., el laurel común. Sus hojas son un condimento muy utilizado. Se distribuye por el Mediterráneo, desde la península ibérica a Asia Menor y norte de África.
- Laurus novocanariensis Rivas Mart., Lousâ, Fern.Prieto, E.Días, J.C.Costa & C.Aguiar. Anteriormente incluida en L. azorica. Es nativo de Canarias, isla de Madeira y noroeste de Marruecos.

## Origen
Los fósiles descubiertos datan de antes de las glaciaciones wurmienses, mostrando que las especies de Laurus se distribuían más ampliamente en el Mediterráneo  y el norte de África, cuando el clima era más húmedo y templado que el actual. Se acepta que las sequías en el Mediterráneo durante las eras glaciales causaron el retroceso de Laurus a refugios climáticos más temperados, sur de España y las islas de la Macaronesia. Con el fin de la última glaciación, L. nobilis recuperó su rango en el Mediterráneo.
Un estudio reciente encontró que las estaciones nativas clasificadas como L. nobilis en el norte de España estaban más cerca genética y morfológicamente a L. azorica que a la población de L. nobilis nativa en Francia e Italia

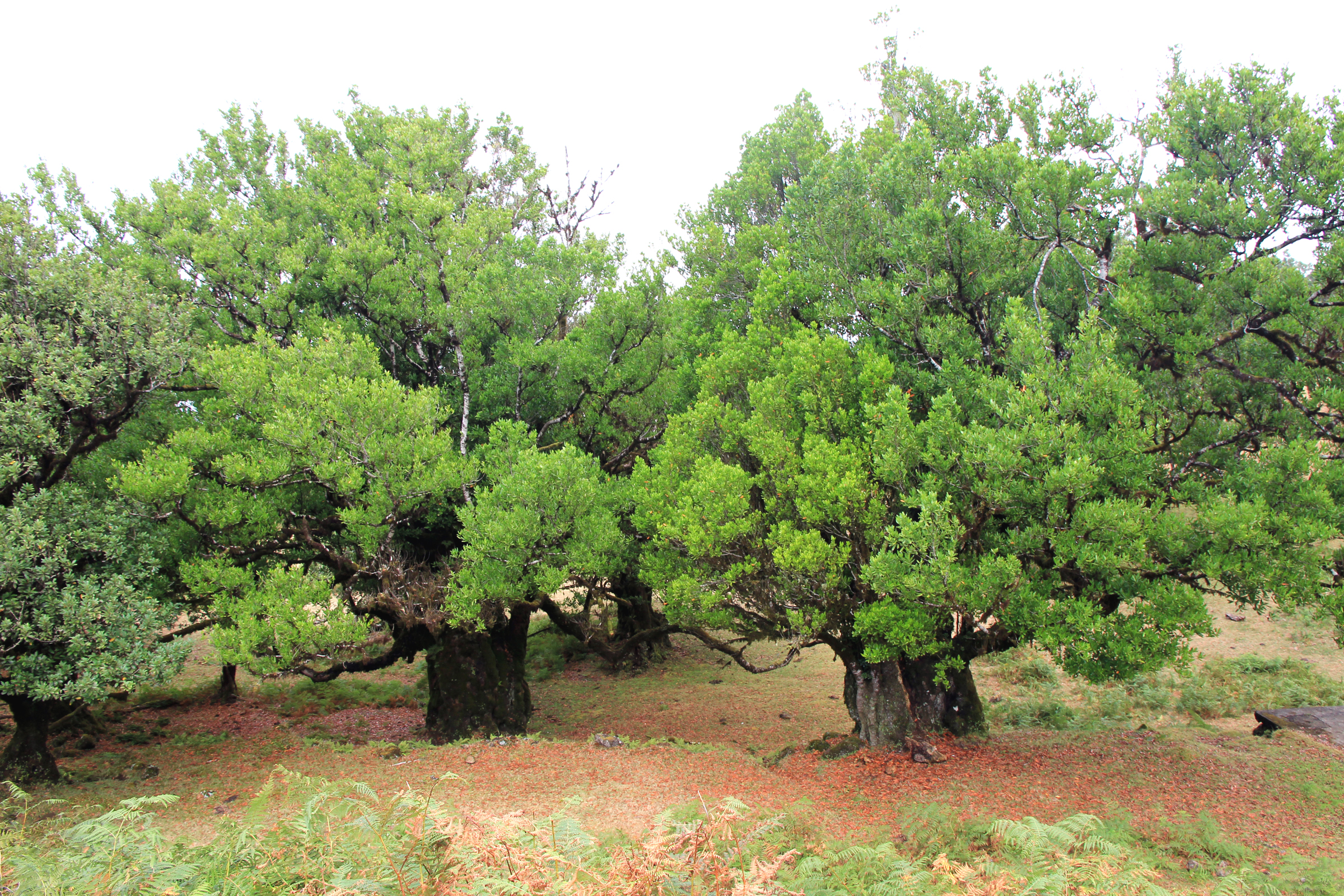
Laureles muy viejos en la isla de Madeira.